# Girolama Borgia

Stemma della famiglia Borgia

Girolama Borgia, in catalano Jerónima de Borja (Roma, 1469 – Roma, 20 gennaio 1483), è stata una nobildonna romana, figlia illegittima di papa Alessandro VI.

## Biografia
Come indicato anche nell'atto notarile del matrimonio, era figlia del cardinale Rodrigo Borgia e di una donna nubile. Era la terza figlia illegittima di suo padre, dopo i fratellastri Pedro Luis e Isabella. Il nome della madre è rimasto sconosciuto, ma dovette essere amante del futuro papa prima di Vannozza Cattanei. Girolama trascorse la sua esistenza a Roma. Non ottenne, come i fratellastri, figli della Cattanei, titoli e beni importanti ma condusse comunque una vita agiata nella città natale.
Nel 1481 sposò l'aristocratico romano Giovanni Andrea Cesarini.
Morì a Roma il 20 gennaio 1483.
Nello stesso anno morì anche Giovanni Andrea, secondo alcuni avvelenato per ordine del cognato Cesare Borgia. 

## Ascendenza
|                              |   |                            | Genitori                  |  |  | Nonni |  |  | Bisnonni             |  |  | Trisnonni        |  |
|                              |   |                            |                           |  |  |       |  |  | Rodrigo Gil de Borja |  |  | Rodrigo de Borja |  |
|                              |   |                            |                           |  |  |       |  |  | Rodrigo Gil de Borja |  |  | Rodrigo de Borja |  |
|                              |   | Sabina Anglesola           |                           |  |  |       |  |  | Rodrigo Gil de Borja |  |  |                  |  |
| Jofré Llançol i Escrivà      |   |                            |                           |  |  |       |  |  | Rodrigo Gil de Borja |  |  |                  |  |
|                              |   | Sibilia Escrivà i Pallarès | Andreu Escrivà i Pallarès |  |  |       |  |  |                      |  |  |                  |  |
|                              |   | Sibilia Escrivà i Pallarès | Andreu Escrivà i Pallarès |  |  |       |  |  |                      |  |  |                  |  |
|                              |   | Sibilia Escrivà i Pallarès | Sibilia de Pròixita       |  |  |       |  |  |                      |  |  |                  |  |
| Papa Alessandro VI           |   | Sibilia Escrivà i Pallarès |                           |  |  |       |  |  |                      |  |  |                  |  |
|                              |   | Domingos de Borja          | Domingo de Borja          |  |  |       |  |  |                      |  |  |                  |  |
|                              |   | Domingos de Borja          | Domingo de Borja          |  |  |       |  |  |                      |  |  |                  |  |
|                              |   | Domingos de Borja          | Caterina Doncel           |  |  |       |  |  |                      |  |  |                  |  |
| Isabel de Borja y Cavanilles |   | Domingos de Borja          |                           |  |  |       |  |  |                      |  |  |                  |  |
|                              |   | Francisca Marti Llançol    | …                         |  |  |       |  |  |                      |  |  |                  |  |
|                              |   | Francisca Marti Llançol    | …                         |  |  |       |  |  |                      |  |  |                  |  |
|                              |   | Francisca Marti Llançol    | …                         |  |  |       |  |  |                      |  |  |                  |  |
| Girolama Borgia              |   | Francisca Marti Llançol    |                           |  |  |       |  |  |                      |  |  |                  |  |
|                              | … | …                          |                           |  |  |       |  |  |                      |  |  |                  |  |
|                              | … | …                          |                           |  |  |       |  |  |                      |  |  |                  |  |
|                              | … | …                          |                           |  |  |       |  |  |                      |  |  |                  |  |
| …                            | … |                            |                           |  |  |       |  |  |                      |  |  |                  |  |
|                              |   | …                          | …                         |  |  |       |  |  |                      |  |  |                  |  |
|                              |   | …                          | …                         |  |  |       |  |  |                      |  |  |                  |  |
|                              |   | …                          | …                         |  |  |       |  |  |                      |  |  |                  |  |
| …                            |   | …                          |                           |  |  |       |  |  |                      |  |  |                  |  |
|                              |   | …                          | …                         |  |  |       |  |  |                      |  |  |                  |  |
|                              |   | …                          | …                         |  |  |       |  |  |                      |  |  |                  |  |
|                              |   | …                          | …                         |  |  |       |  |  |                      |  |  |                  |  |
| …                            |   | …                          |                           |  |  |       |  |  |                      |  |  |                  |  |
|                              |   | …                          | …                         |  |  |       |  |  |                      |  |  |                  |  |
|                              |   | …                          | …                         |  |  |       |  |  |                      |  |  |                  |  |
|                              |   | …                          | …                         |  |  |       |  |  |                      |  |  |                  |  |
|                              |   | …                          |                           |  |  |       |  |  |                      |  |  |                  |  |